# Désertines (Mayenne)
Désertines é uma comuna francesa na região administrativa da Pays de la Loire, no departamento de Mayenne. Estende-se por uma área de 26,03 km². Em 2010 a comuna tinha 476 habitantes (densidade: 18,3 hab./km²).